# Gastronomía de Francia

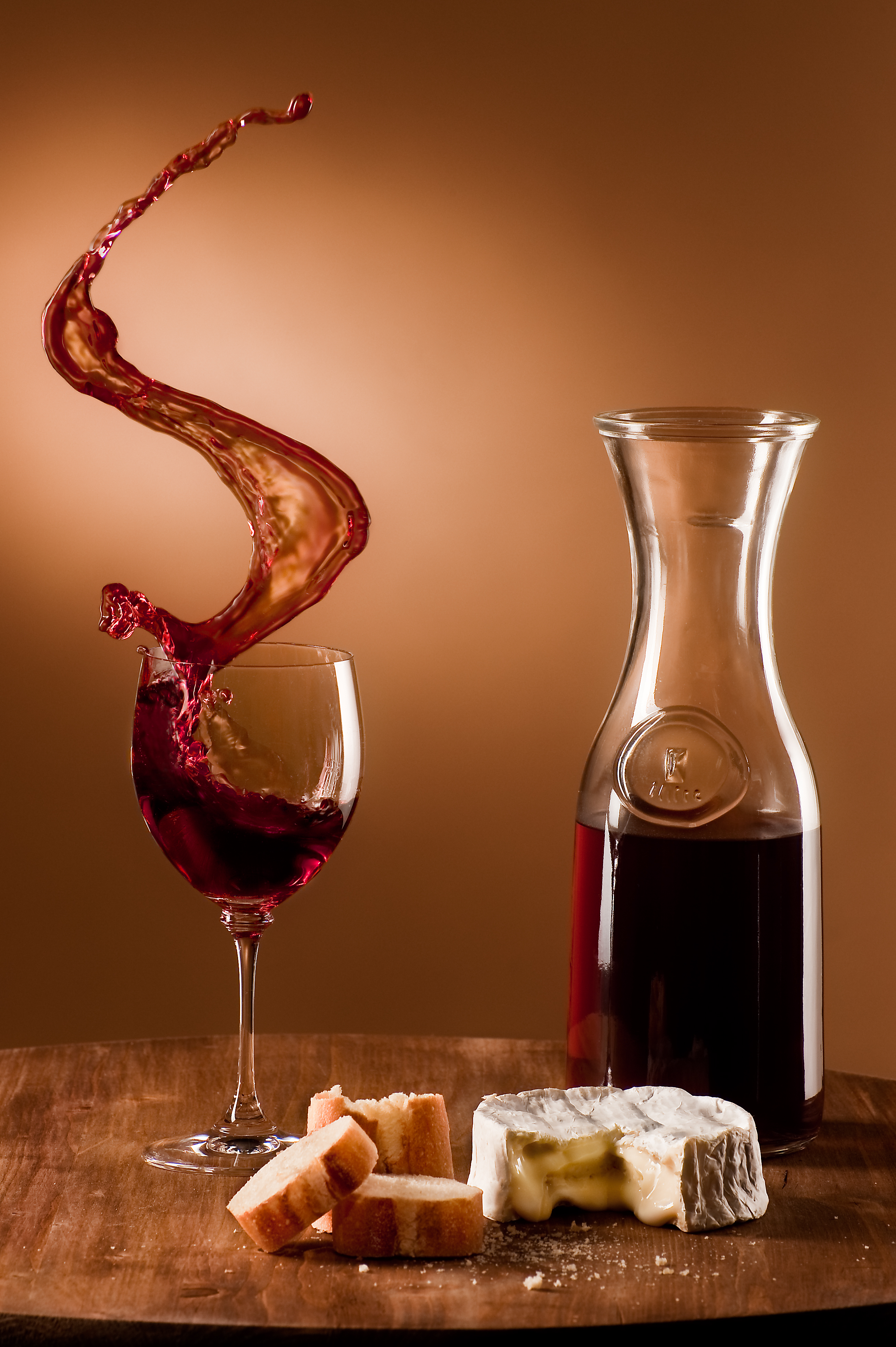

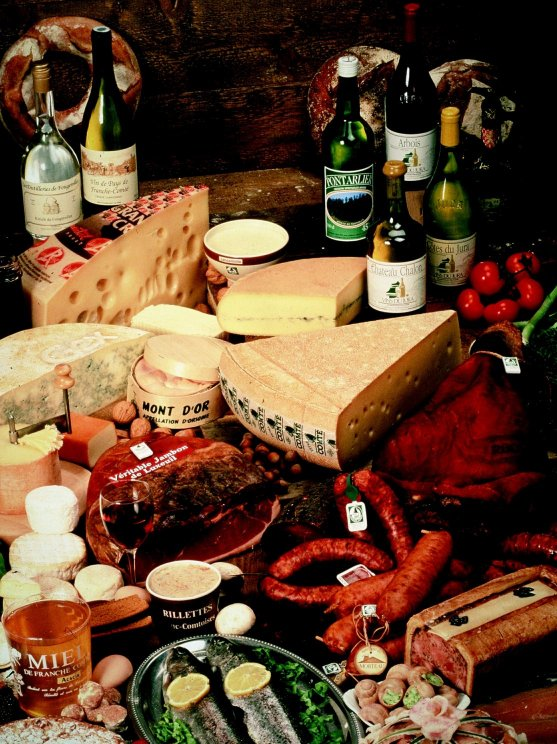
Productos regionales del Franco Condado.

La gastronomía de Francia está caracterizada por su variedad, fruto de la diversidad regional francesa, tanto cultural como de materias primas, pero también por su refinamiento. Su influencia se deja sentir en casi todas las cocinas del mundo occidental, que han ido incorporando a sus bases conocimientos técnicos de la cocina francesa. Varios chefs franceses tienen una gran reputación internacional, como es el caso de Taillevent, La Varenne, Carême, Escoffier, Ducasse o Bocuse.
Es una de las cuatro gastronomías incluida en la lista del Patrimonio Cultural Inmaterial de la Humanidad, desde el 16 de noviembre de 2010.

## Regionalismo
Tradicionalmente, cada región posee su propia cocina:
- la cocina del noroeste utiliza la mantequilla, la crème fraîche y la manzana;
- la cocina del suroeste utiliza el aceite, la grasa de pato, el foie gras, las setas y el vino;
- la cocina del sureste se sirve de la aceituna, las finas hierbas y el tomate;
- la cocina del norte se sirve de la patata, de la carne de cerdo, de judías y de la cerveza;
- la cocina del este se sirve del tocino, las salchichas, la cerveza y la choucroute.

Además de estas cinco grandes zonas regionales, existen también otras cocinas locales como la cocina del valle de Loira (famosa por sus pescados al vino blanco), la cocina vasca (caracterizada por el abundante uso del tomate y el pimiento de Espelette), la cocina de Rosellón (muy cercana de la cocina catalana) o la cocina del centro con su caza, sus patés, sus platos de patatas y sus pescados de agua dulce. Cada gastronomía regional cuenta además con sus propios viñedos y elabora vinos con características diferenciadoras.

## Imagen externa

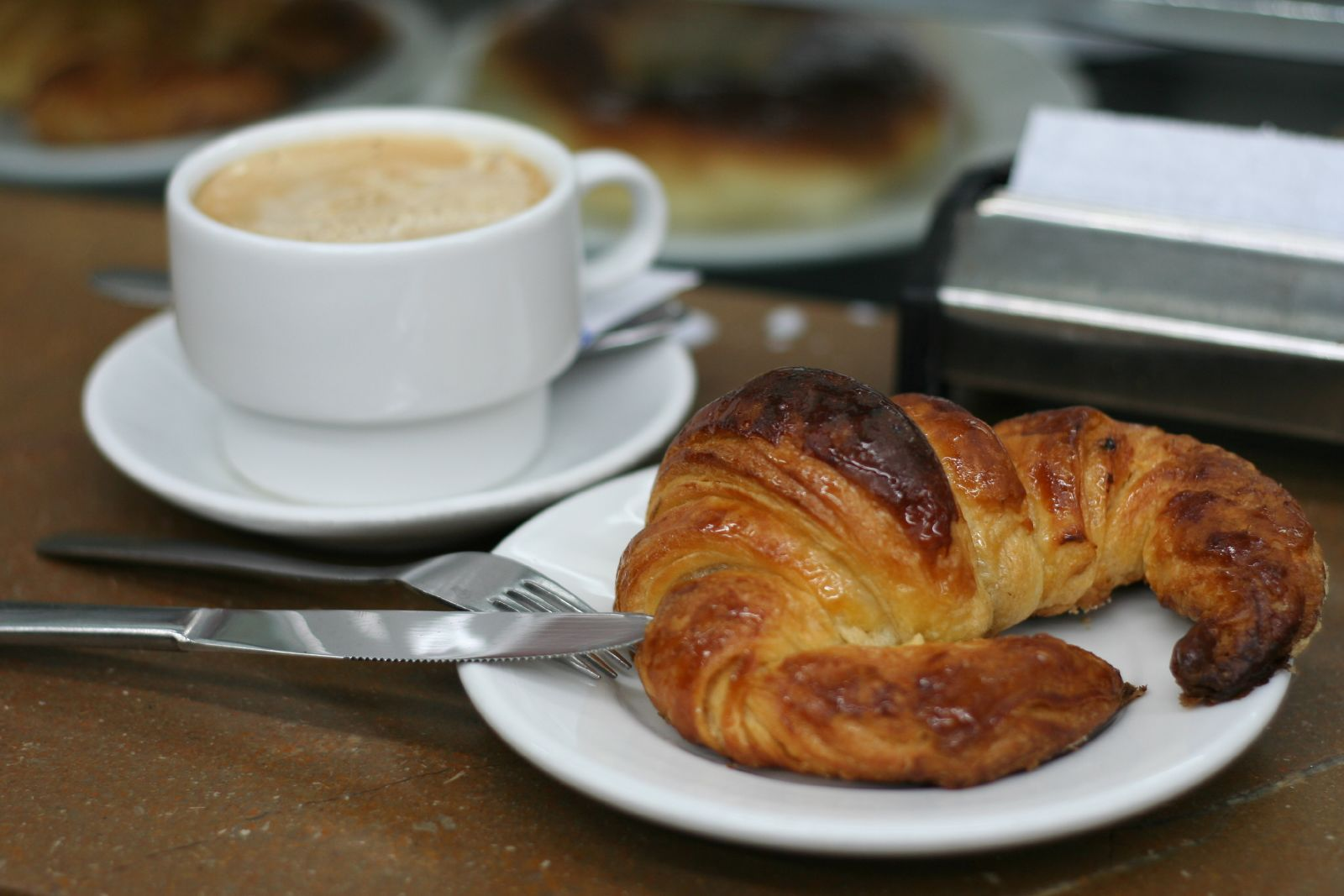
Café con un cruasán.

En el extranjero se asocia normalmente la gastronomía francesa con la alta cocina servida en los grandes restaurantes y con elevados precios. Esta cocina, altamente refinada, es heredera directa de las cocinas regionales de Lyon (con sus conocidos bouchons) y de la región de París. Sin embargo, hay que tener en cuenta que los franceses lógicamente no comen o no preparan esta cocina en su vida diaria. Generalmente los ancianos tienden a consumir platos típicos de su región, mientras que los más jóvenes son propensos a comer especialidades de otras regiones o incluso comida extranjera.
Pero hay otros productos, más cercanos al consumidor de a pie que la llamada haute cuisine, que están universalmente identificados con la gastronomía gala. Es el caso de la baguette, del paté o de los vinos y quesos franceses, que con su amplia variedad y elevada calidad forman el buque insignia de la gastronomía del Hexagone.
Asimismo, determinadas materias primas menos conocidas por los legos en materia culinaria están asociadas irremediablemente con la cocina francesa, al ser elementos clave en la elaboración de numerosísimas recetas. Un ejemplo serían la crème fraiche, el bouquet garni, las hierbas de Provenza o la mantequilla.

## Historia
Fruto de la evolución centenaria de la nación francesa, su gastronomía ha ido reinventándose sucesivamente con el paso de la historia, los movimientos sociales, políticos o artísticos, la evolución en el tipo de jornada laboral y el acceso a nuevas y diversas materias primas. El origen de las sucesivas vanguardias culinarias fue siempre la ciudad de París, donde residían los chefs encargados de la realeza, figuras en algunos casos de extrema importancia en la sociedad de la época y cuya influencia se extendía al resto del Reino y del orbe.

### Edad Media

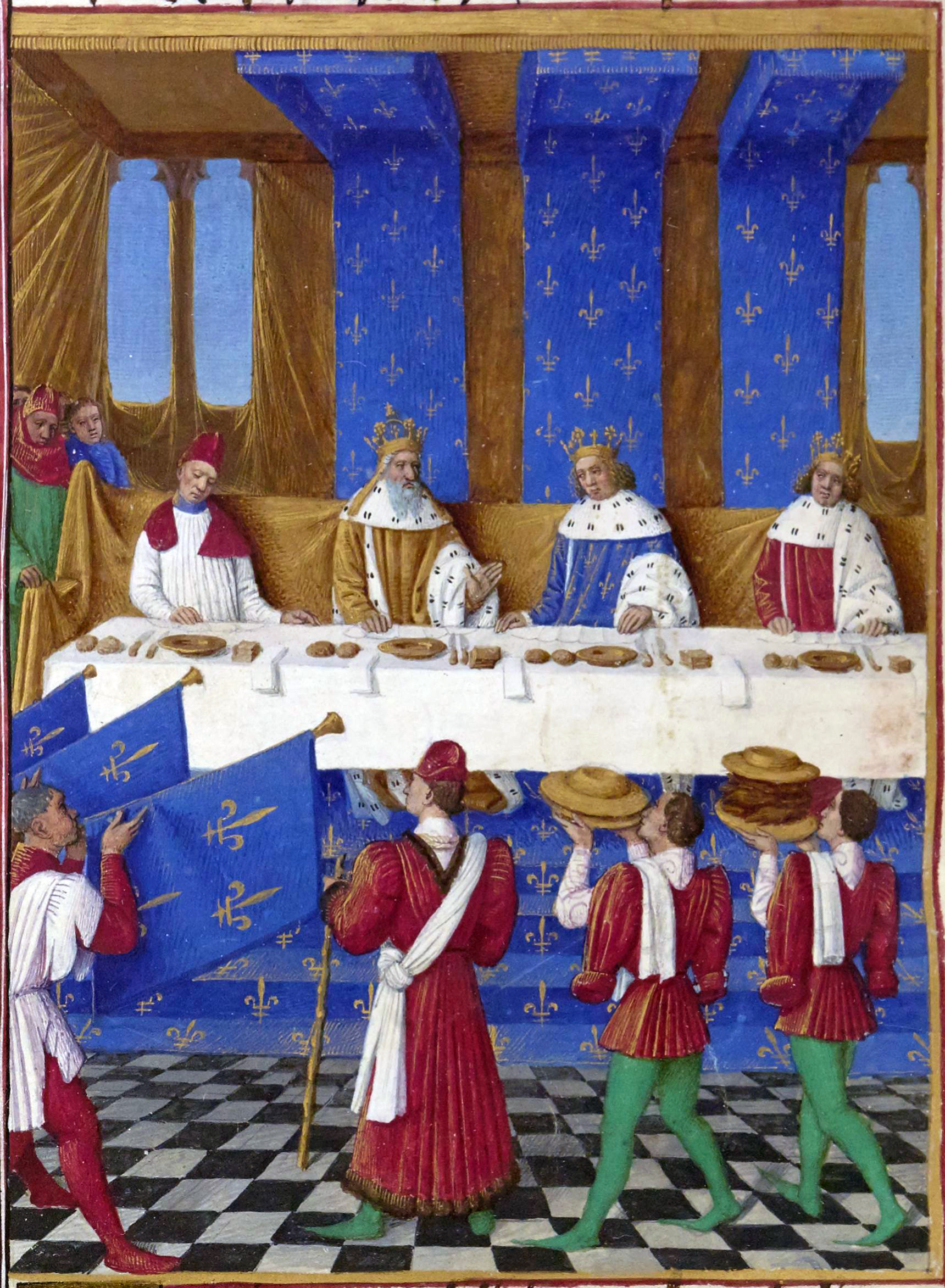
Banquete en París en 1378 dado por Carlos V de Francia (centro) en honor de Carlos IV de Luxemburgo (izquierda) y su hijo Wenceslao de Luxemburgo. Por Jean Fouquet, 1455–1460.

La comida diaria del hombre de a pie durante la Edad Media era repetitiva, de subsistencia y totalmente dependiente de las materias disponibles en el entorno más cercano. Es sólo durante los banquetes servidos a la aristocracia cuando se trata de desarrollar platos más elaborados, base de la gastronomía medieval. En estos banquetes los platos se servían todos al mismo tiempo (service en confusion) y eran comidos con las manos. Primaban las carnes, acompañadas de pesadas salsas y mostazas y las tartas, que servían más a consideraciones prácticas y de manejo que culinarias (hasta la Baja Edad Media no aparece la pasta brisa). Otra forma habitual de preparar los alimentos era machacarlos hasta reducirlos a purés o pastas, basándose en la creencia muy extendida de que eso facilitaba la asimilación de los nutrientes.
Los banquetes terminaban con un issue de table que con el tiempo evoluciona hacia el concepto actual de postre. Típicamente se podía tratar de grajeas o peladillas, queso o vinos especiados como el hipocrás.
Los ingredientes variaban con el flujo de las estaciones (y las restricciones del calendario eclesiástico), existiendo métodos rudimentarios para la conservación de alimentos. El ganado era sacrificado a principios del invierno y su carne ahumada o salada, mientras que las frutas, semillas o raíces se hervían en miel.
Para conservar vivos carpas, anguilas, tencas o besugos, se creaban estanques artificiales. La carne de algunos mamíferos como ballenas, delfines o marsopas se consideraba pescado y era consumida durante la Cuaresma. La avicultura, incluyendo palomas y pichones, estaba reservada a las élites mientras que la caza (liebres, conejos, jabalís, aves o venados) era muy apreciada aunque difícil de conseguir.

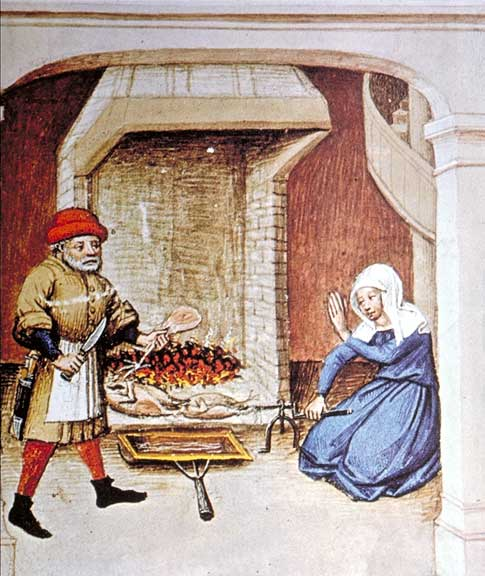
Ave asándose en un espetón. Bajo el mismo hay una bandeja para recoger los jugos y reutilizarlos para mojar el asado o hacer salsas. Ilustración del Decamerón, Flandes, 1432.

Las especias como pimienta, canela, nuez moscada o clavo ya eran empleadas pese a que su precio era muy elevado y se conservaban como auténticos tesoros. Además se daba el uso de otras más infrecuentes hoy en día como hisopo, poleo, ruda o tanaceto y de algunas completamente desaparecidas de la cocina actual como cubeb, granos del paraíso o pimienta larga. Por otro lado, se utilizaba para condimentar vinagre o verjus combinado con azúcar o miel.
Una señal de refinamiento muy apreciada era el uso de colores llamativos. Esto se fomentaba por ejemplo con preparados de zumo de espinaca y puerro para el verde, azafrán y yema de huevo para el amarillo, girasol para el rojo o verrucaria para el púrpura. En la decoración se empleaban láminas de oro y plata, lo que permitía construcciones muy vistosas. Uno de los platos estrella en este sentido era el cisne o la variedades ya descubiertas de pavo asado y decorado con sus plumas en incrustaciones de oro en pico y patas (generalmente rellenos con carne de otras aves más sabrosas como ganso o pollo).
El chef de cocina más importante de este periodo es Guillaume Tirel (también conocido como Taillevent), quien serviría en varias cocinas reales durante el siglo XIV y alcanzaría el título de Maestre de las guarniciones de cocina del Rey bajo el reinado de Carlos VI de Francia. Su obra Le Viandier recoge los conocimientos gastronómicos de la Francia Medieval y constituye el primer libro de recetas que se aparta del De re coquinaria de la cocina romana.

### Antiguo Régimen

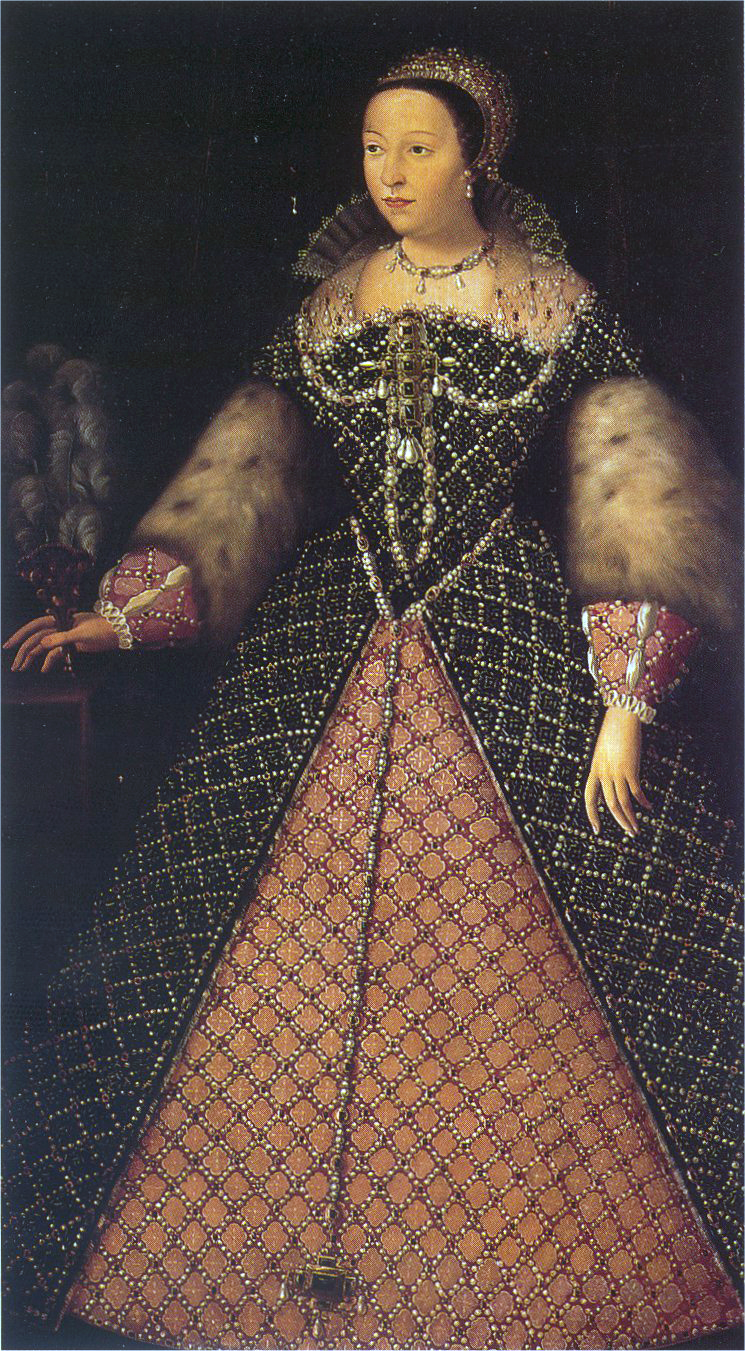
Catalina de Médici servió 66 pavos (comidos en Europa tras el Descubrimiento) en una cena.

Durante el Antiguo Régimen la actividad económica y cultural se centraliza en París, hacia donde se dirigen los principales chefs y artesanos gastronómicos. Los alimentos se distribuyen en los mercados (como los parisinos de La Mégisserie o Les Halles) y la actividad económica está regulada en gremios supervisados por las autoridades locales y la corona.
Entre los gremios relacionados con la alimentación se distinguen los de materias primas (pescadores, carniceros, mercaderes de grano o de verduras) y los de comidas más o menos elaboradas (como panaderos, pasteleros, salseros, charcuteros, y queseros). Estos gremios sentarán la base para la posterior aparición de la actividad industrial, al definir entre otras cosas la asignación de tareas (aprendiz, cocinero y maestro de cocina). Las cocinas reales no se escapaban a esta jerarquía, no siendo infrecuente movimientos de entrada y salida de las mismas dentro del mismo gremio.
A lo largo de los siglos XV y XVI se van incorporando al acervo culinario los productos traídos de América como las alubias, con las que se empieza a elaborar el cassoulet.

### SigloXVIIe inicios delXVIII
Es durante el siglo XVII cuando se sientan las bases de la haute cuisine actual. El padre de este cambio de lo medieval a lo moderno es el cocinero François Pierre La Varenne, autor de los libros Le Parfait confiturier, Le Pâtissier françois, L’École des ragoûts y, sobre todo, del célebre Cuisinier françois, que supone una auténtica revolución en materia culinaria. La Varenne preconiza potenciar el sabor natural de los productos abandonando los platos fuertemente especiados. De las especias exóticas (comino, jengibre, azafrán, nuez moscada, canela, cardamomo...) se pasan a las finas hierbas; perejil, tomillo, laurel, estragón, perifollo o salvia hacen su irrupción como condimentos. Los sabores agridulces son proscritos y el azúcar, utilizado hasta el momento como una especia más se reserva exclusivamente para los postres.

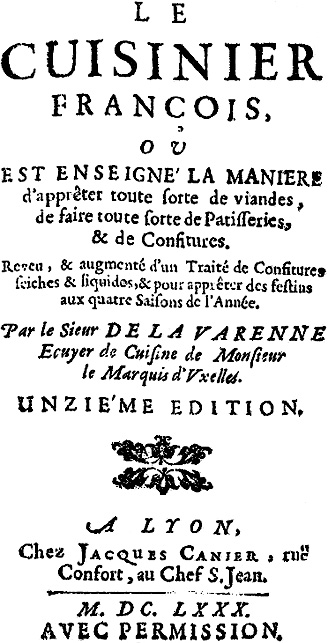
Portada de Le Cuisinier françois, de La Varenne.

Se introducen nuevas hortalizas como la coliflor, los espárragos, los guisantes, el pepinillo o la alcachofa, a la vez que se cambia el concepto de cocción de los alimentos tratando preservar al máximo su sabor en vez de hacerlos más duraderos. Se aprovecha la mejora de las comunicaciones para buscar frutas, verduras y sobre todo pescados cada vez más frescos, lo que evita pesadas salsas o preparaciones que enmascaren una posible mala conservación.
De esta época data también Le Cuisinier roïal et bourgeois, escrito por François Massialot en 1691. Cocinero por cuenta propia, Massialot trabaja ocasionalmente en la corte y al servicio de otras grandes familias sin estar adscrito a ningún gremio. Su obra se trata del primer recetario donde los platos aparecen clasificados por orden alfabético, si bien no detalla las cantidades que se deben emplear, con lo que se entiende que es un libro destinado a los ya iniciados en materia de cocina. Posteriores reediciones de Le Cuisinier roïal et bourgeois incluyen nuevas recetas hasta completar un segundo volumen y más detalles técnicos que lo hacen asequible a un público menos especializado.

### Finales del XVIII y XIX
El terremoto de la Revolución francesa barre también los cimientos de la industria alimentaria. Al suprimir los gremios, cualquiera puede cocinar y vender cualquier producto sin más control que el de las propias autoridades. En esta época ejerce como pastelero Marie-Antoine Carème, quien tras ser descubierto por Talleyrand acabará al servicio del propio Napoleón.
Carème es célebre en su época por sus extravagantes construcciones de dulces conocidas como pièces montèes. Pero su verdadero legado a la posteridad es la denominación de unos fondos o salsas madres a partir de las cuales y con pequeñas variaciones llega a crear un amplísimo repertorio. Se trata de las salsas española, velouté , bechamel, holandesa y tomate, que todavía se emplean hoy en día.

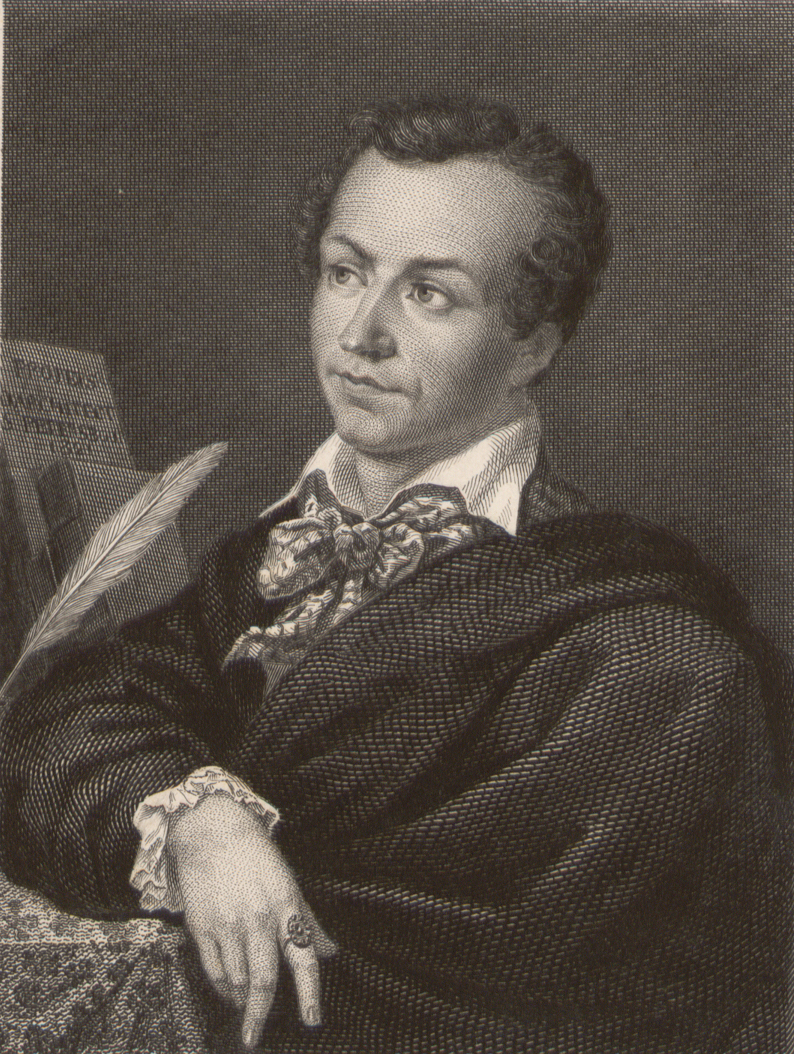
Marie-Antoine Carême.

Pese a que para el gusto actual sus preparaciones puedan parecer excesivamente barrocas, Carème simplificó y codificó toda la cocina existente de la época (mucho más complicada todavía de como aparece en su obra). Sus conocimientos se resumen en Le Maître d'hôtel français (1822), Le Cuisinier parisien (1828) y L'Art de la cuisine française au dix-neuvième siècle (1833-5).

### Siglo XIX
Los métodos y usos culinarios van a sufrir una nueva revisión con la irrupción durante las últimas décadas del siglo XIX de otra figura de la gastronomía gala, el chef Georges Auguste Escoffier. Durante su paso al mando de las cocinas de los restaurantes de algunos de los hoteles más prestigiosos del continente (como el Savoy o el Carlton de Londres, el Grand Hôtel de Montecarlo o los Ritz de París y Nueva York), Escoffier crea un sistema de división del trabajo en equipos llamados brigades de cuisine. De esta forma cada plato, en vez de ser preparado íntegramente por un único cocinero, lo es por un grupo de ellos donde cada uno se encarga únicamente de la parte en la que está especializado.
Del mismo modo Escoffier reordenó la estructura de los menús a través de una serie de artículos en revistas especializadas y finalmente con su obra Livre des menus 1912. Adoptó el servicio a la rusa (previamente popularizado en la década de 1860 por Félix Urbain Dubois), donde los alimentos se preparan en grandes piezas, se llevan en un carro a la mesa bien decorados y se cortan delante de los comensales permitiéndoles comerlos calientes.
Pero la obra que le inmortaliza es sin duda Le Guide culinaire 1903, escrito en colaboración con otros autores y considerado como uno de los libros de cocina más importantes de la historia.
Además de en sus propias recetas, Escoffier se inspira en los clásicos de Carème, Dubois y en versiones modernas del Viander de Taillevent, pero también en platos campesinos que recopila y traslada al lenguaje de la nueva cocina. Busca la sofisticación a través de ingredientes caros y escasos y resta importancia al uso de las salsas consistentes, abogando por los fumets. Busca que las guarniciones y salsas potencien el sabor propio de los platos en vez de enmascararlo.
Pese a sus 5.000 recetas y las 4 reediciones a las que lo sometió durante su vida, Escoffier no consideraba Le Guide Culinaire un trabajo exhaustivo, o al menos «no podía serlo durante mucho tiempo» debido «al continuo progreso que vive la gastronomía».

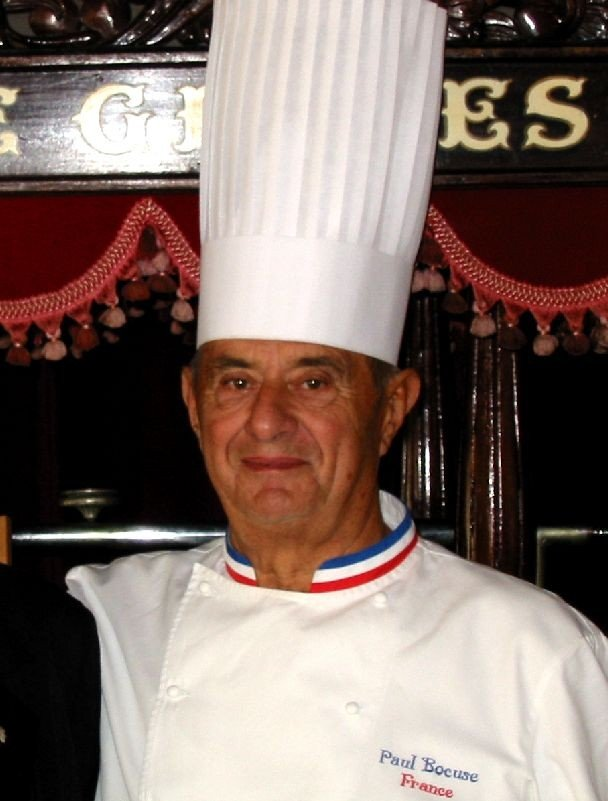
Paul Bocuse.

### Siglo XX
Pese a que el término nouvelle cuisine fue aplicado a distintos chefs en distintos momentos de la historia (a Vincent La Chapelle, François Marin y Menon en los años 1740 o a Escoffier en los años 1880 y 1890 por ejemplo) se aplica hoy en día a la reacción contra la Cuisine classique protagonizada a partir de la década de 1970 y popularizada en la de 1980 por los alumnos de Fernand Point (los hermanos Jean y Pierre Troisgros, Roger Vergé, Michel Gerard, Raymond Oliver y, sobre todo, Paul Bocuse).
Esta tendencia se caracteriza por simplificar la forma de cocinar. Se hace hincapié en salsas y caldos más livianos y condimentados con hierbas y especias más finas que buscan la combinación de sabores (frente a la tendencia anterior que pretendía realzarlos o la medieval, que enmascaraba). Desaparece la harina como espesante (de la salsa roux) y se sustituye por huevo, manteca o crema. Se minimiza asimismo el uso de otras salsas potentes como bechamel o española.
Por un lado se simplifica el servicio presentando los platos ya preparados desde la cocina (la responsabilidad de la presentación vuelve a recaer en el chef y no en los camareros) y por otro se trata de potenciar los cinco sentidos en el emplatado del alimento con colores, olores y formas vistosas e innovadoras.
Se reducen las raciones y en algunos casos se aumenta el número de platos por menú pero teniendo en cuenta por primera vez cuáles son las necesidades alimenticias del comensal sin incurrir en excesos (se dice que el origen de esto puede estar en la escasez de alimentos durante la Segunda Guerra Mundial).

## Distribución de las comidas

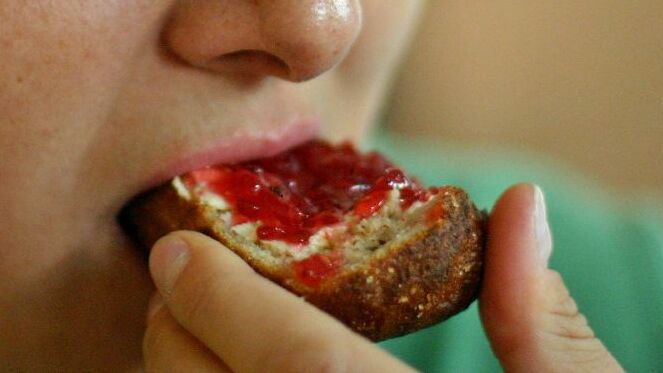
Persona comiendo la típica tartine de desayunos (pan con mantequilla y mermelada).

### Desayuno
El desayuno francés suele seguir las pautas tradicionales de la Europa continental (menos copioso que el de los países anglófonos). Cabe destacar que, en consonancia con la fama de Francia por sus viennoiseries (bollerías de origen vienés) y el consecuente desarrollo de la bollería industrial, el consumo de cruasanes, brioches, magdalenas, napolitanas de chocolate, pan de pasas u otros productos de este tipo —antes reservado a desayunos especiales—, se ha extendido a los desayunos de todos los días. El desayuno típico del francés medio es el pain et confiture, baguettes abiertas por la mitad untadas en mermelada y mantequilla.
Suele acompañarse de bebidas calientes (típicamente café con leche o café solo, pero también chocolate o té) y ocasionalmente precedido de zumos o piezas de fruta.

### Almuerzosycenas
Como en casi cualquier país, la comida que puede encontrarse en los restaurantes será por lo general más copiosa que la que consume la gente de a pie en sus casas. Sin embargo, si se va a uno de estos establecimientos o si se es invitado por un francés a una comida medianamente formal en su domicilio, el orden habitual de los platos (salvando las diferencias regionales que pueden encontrarse) será el siguiente:
- Apéritif. Es habitual dar la bienvenida con alguna bebida alcohólica: vinos dulces como el Oporto, mistelas como el Pineau des Charentes, bebidas alcoholizadas a base de hierbas, o cócteles como el kir (vino blanco y licor de arándano o grosella). Se acompaña de algo de comida (por lo general fría) como canapés, encurtidos, charcutería, frutos secos, aceitunas, etcétera. El concepto es parecido al de las tapas españolas.
- Entrée o hors d'oeuvre. El primer plato suele ser más ligero que en otras gastronomías, más próximo a los antipasti italianos. Son habituales las ensaladas (salades), sopas (soupes) para las cenas, platos de verduras crudas (crudités), charcutería variada, patés, determinadas frutas como el aguacate o el pomelo que se comen de entrante, pasteles o tartas saladas como el pâté Lorrain o la quiche.

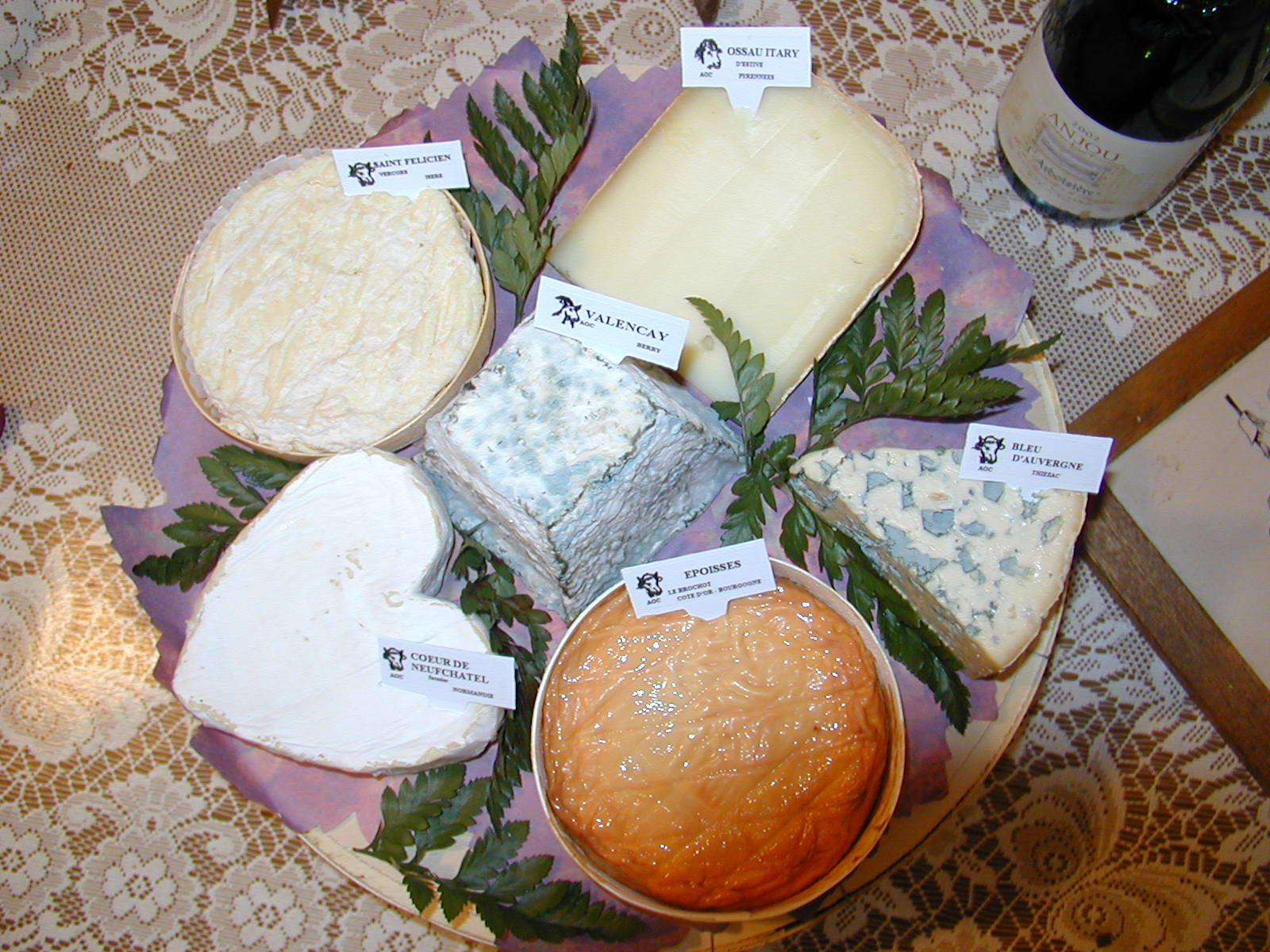
Tabla de quesos con Valençay, Ossau-Iraty, Bleu d'Auvergne,
Epoisses de Bourgogne,
Neufchâtel, Saint-Félicien.

- Plat principal o plat de résistance. Aquí es donde se sirve la carne o el pescado en sus distintas preparaciones, aunque también pueden ser a base de arroz, pasta o legumbres.
- Fromage. Entre el plato principal y los postres es costumbre servir una selección de quesos para degustar.[21]
- Dessert. El postre puede ir desde simple fruta o yogur a cualquier tipo de dulce más elaborado.

Lo habitual es concluir la comida con un café solo, y si se desea con una pequeña copa de licor (digestif), como el Armañac, el Coñac, o diversos aguardientes de fruta, para ayudar a bajar la comida.
Aunque en algunas zonas del norte y del este del país la cerveza forme parte de su cultura, lo habitual es que las comidas se acompañen de vino (cuyo color varía según los platos servidos). En la región de Champaña, es tradicional servir champagne durante toda la comida.
Entre semana, el horario habitual para las comidas es entre las doce de mediodía y la una y media de la tarde, mientras que para las cenas los restaurantes abren de 8 a 10 y media de la noche. Si bien estos son los horarios comerciales, las comidas familiares los fines de semana pueden prolongarse de forma considerable.

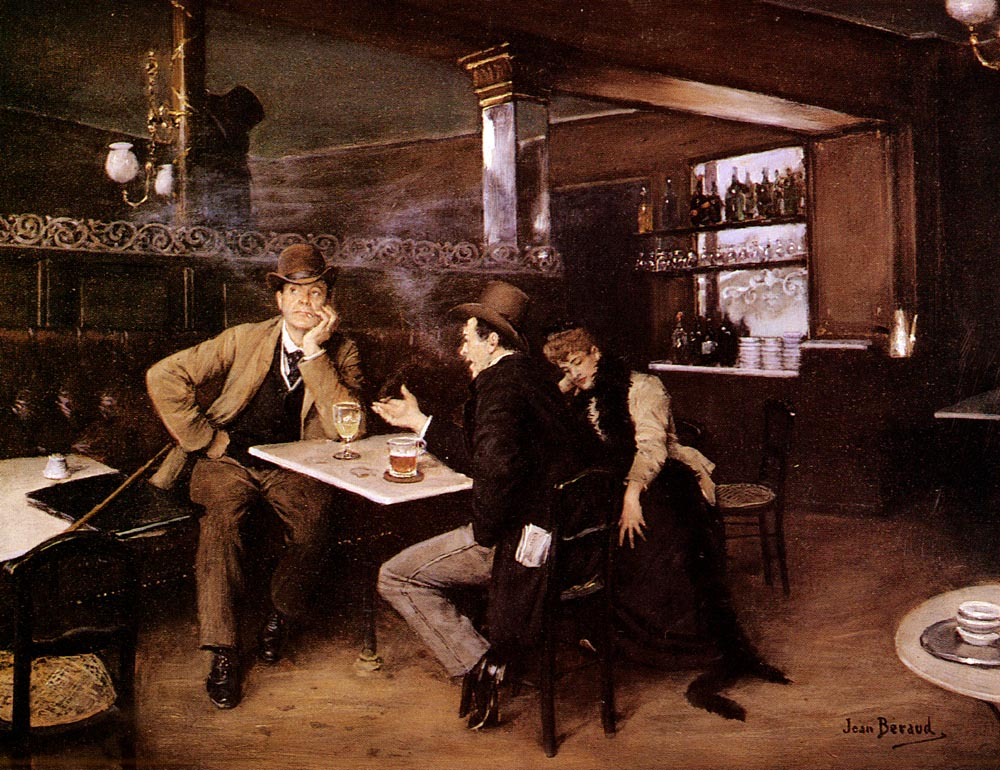
En el bistró, por Jean Béraud.

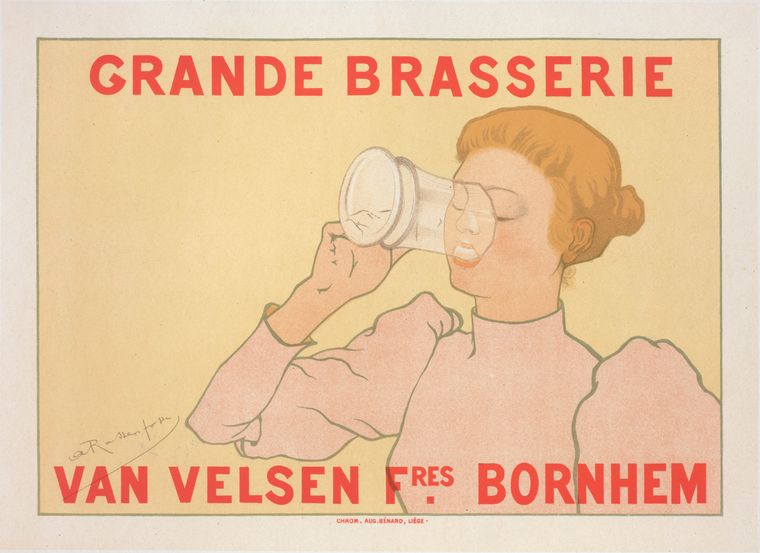
Cartel de una brasserie.

## Tipos de restaurantes
Los franceses distinguen varios tipos de establecimiento donde se sirve comida y bebida, en función de la hora del día:
- Restaurant. Es el mismo concepto de restaurante que puede encontrarse en casi cualquier país del globo. Varían los menús según la especialización de cada uno y el nivel de lujo. Los platos se seleccionan en función de un menú preestablecido o a la carta.
- Bistrot o bistró. Más pequeño y de carácter más familiar, los menús suelen dictarse verbalmente o se escriben cada día en una pizarra.
- Bistrot à Vin. Similar a una taberna, actualmente este término evoluciona hacia vinotecas donde pueden degustarse vinos de las distintas AOCs.
- Brasserie. En su origen se refería a las fábricas de cerveza que solían disponer de una taberna donde se podía también comer. Hoy en día, una brasserie ofrece además de bebidas a lo largo de toda la jornada una pequeña selección de platos para acompañarlas. Es el equivalente de las cervecerías en España.
- Café. Los cafés, que no se deben de confundir con las cafeterías, son la primera opción para el consumo de cafés y bebidas alcohólicas. Aunque hay excepciones (en general bocadillos, crepes o ensaladas), no están destinados al consumo de comida.
- Salon de thé. Orientados a bebidas calientes (tes, infusiones, cafés y chocolates), y especialmente frecuentados en desayunos y meriendas, suelen servir dulces y pasteles en acompañamiento. Debido al efecto de la inmigración muchas teterías han ido adquiriendo un carácter étnico y es fácil encontrar en las grandes ciudades salones de té orientales donde acompañar el té de una pipa de agua o pastelería árabe.
- Bar. A pesar del nombre norteamericano, es simplemente un establecimiento destinado a bebidas alcohólicas más sofisticadas (cócteles, licores...) y a un público por lo general más nocturno.
- Bouchon. Restaurante típico de Lyon. Comida tradicional cercana a la haute cuisine.
- Estaminet. Restaurante típico de la región Norte-Paso de Calais. Antiguos lugares de reunión de las clases trabajadoras hoy reconvertidos en atracciones turísticas.

## Especialidades por origen

### Según la región
- Alsacia:

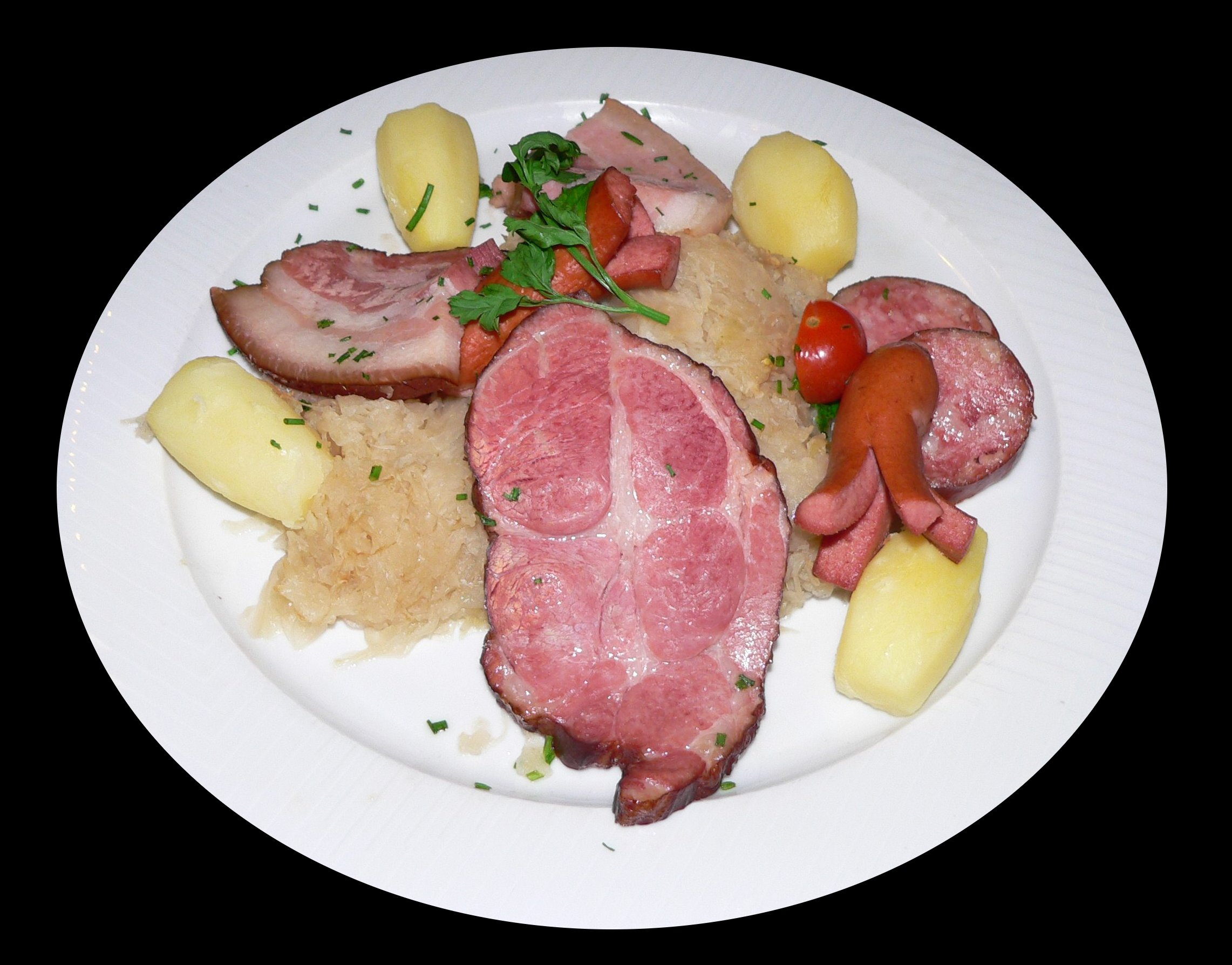
El chucrut alsaciano con su acompañamiento.

  - Baeckeoffe, estofado a base de patatas típico de Estrasburgo
  - Beerawecka, bizcocho de frutas
  - Bredela, pequeños pasteles de Navidad
  - Choucroute garnie, Sauerkraut con salchichas, sal, patatas, carne de cerdo
  - Flammkuchen, tarta flambeada de aspecto similar a la pizza
  - Kouglof, brioche en forma de montaña
  - Mannala, hombrecillo de pan
  - Pretzel, galletita de origen alemán
  - Spätzle, pasta en forma de gorriones (muy típica del sur de Alemania)

- Flandes francés-Artois-Picardía:
  - Andouillette de Cambrai, salchicha a base de intestinos de cerdo o vaca
  - Escavèche, escabeche de pescado de agua dulce en vino y vinagre
  - Hochepot, estofado de cuatro carnes con vegetales
  - Potjevleesch, tarrina de cuatro-carnes

- Auvernia:

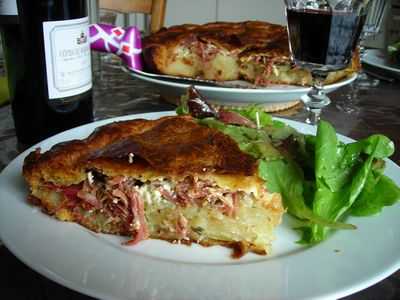
Torta de patatas típica de la región de Lemosín.

  - Aligot, puré de patatas con queso Cantal fresco (tomme fraîche)
  - Tripoux, callos de ternera picados envueltos en tiras de piel de estómago de ternera (pansette)
  - Truffade, patatas salteadas en manteca y queso Cantal fresco (tomme fraîche)

- Bretaña:
  - Crêpes, el postre más conocido de la cocina gala
  - Far Breton, flan con frutas (en general ciruelas pasas)
  - Kig ha farz, carne de cerdo hervida junto con una masa de harina de trigo negra
  - Galette, crêpes saladas elaboradas con harina de trigo sarraceno
  - Kouign amann, tarta elaborada con gran cantidad de mantequilla
  - Yod kerc'h, gachas de avena salada tradicional

- Borgoña:

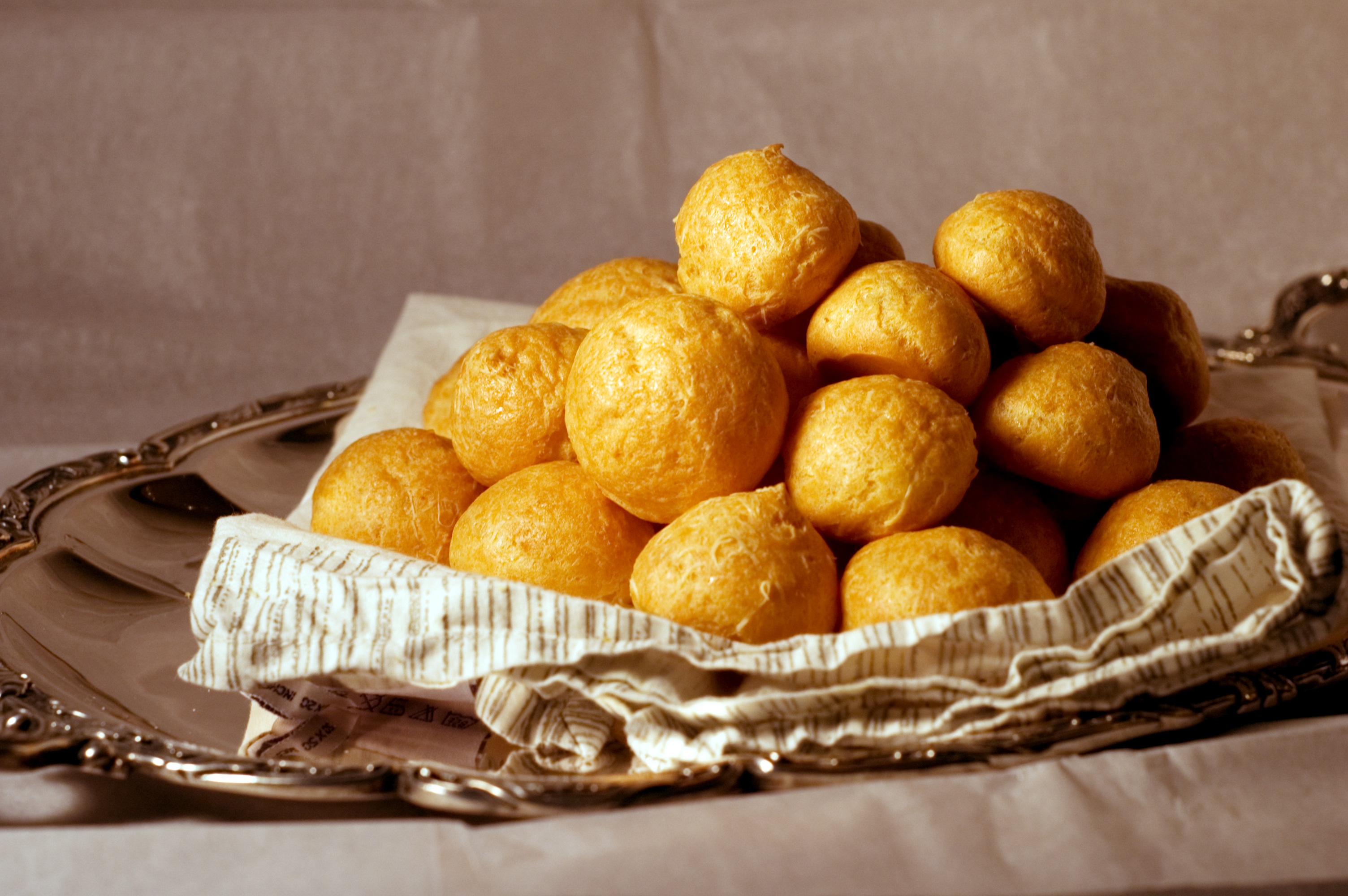
Gougères de gruyer.

  - Escargots de Bourgogne (Helix pomatia), caracoles cocinados en sus conchas que se rellenan antes de servir con mantequilla, ajo y perejil
  - Gougère, pastel hecho de pasta choux mezclada con queso comté o gruyer
  - Huevos en meurette, huevos pochados acompañados de pan tostado y salsa de vino tinto
  - Mostaza, especialidad de Dijon
  - Pôchouse, estofado de pescado en vino tinto
  - Potée bourguignonne, variante del pot-au-feu a base de carne de cerdo salada y repollo

- Centro-Valle de Loira:
  - Aligot puré de patatas con queso Cantal (muy concentrado)

- Languedoc-Rosellón
  - Bourride, plato de pescado típico de Sète
  - Brandada de bacalao, pasta de bacalao desmigado gratinada típica de Nimes
  - Cassoulet, guiso hecho con alubias blancas y distintas partes de carne animal
- Lemosín
  - Clafoutis, tarta de cerezas
  - Pâté aux pommes de terre, tarta de patatas y crème fraiche.

- Lorraine:
  - Mirabelles, un tipo de ciruela casi exclusivo de la región con que se elaboran licores, mermeladas y tartas
  - Quiche Lorraine, tarta salada a base de huevos, créme fraiche y beicon
  - Potée Lorraine, sopa de carne de cerdo, embutidos y verduras
  - Pâté Lorrain, carne de cerdo y ternera marinada, envuelta en masa de hojaldre

- Normandía:
  - Tripes à la mode de Caen, callos cocinados en sidra y Calvados
  - Matelote, pescado cocinado en sidra o vino
  - Tarte Tatin, torta con manzanas y caramelo
  - Escalopes à la crème, filetes de ternera blanca con salsa de nata y champiñones

- Provenza-Alpes-Costa Azul:
  - Bouillabaisse, sopa hecha con una mezcla de pescados mediterráneos, tomates y hierbas
  - Calisson, dulce típico de Aix-en-Provence
  - Ensalada nizarda, especialidad de Niza
  - Pan-bagnat, bocadillo relleno de los ingredientes de la ensalada nizarda
  - Pastis, licor de anís
  - Pissaladière, variante nizarda de la pizza
  - Ratatouille, pisto hecho con berenjena, tomate, calabacín, pimientos y albahaca
  - Socca, pasta de harina típica de Niza
  - Tapenade, puré de olivas negras usado como aperitivo o condimento

- Ródano-Alpes
  - Crème de marrons, mermelada de castañas típica del Ardèche
  - Coussin de Lyon, dulce lionés a base de chocolate y pasta de almendras
  - Fondue savoyarde, fondue elaborada con queso y vino blanco donde se mojan pequeños cubos de pan
  - Gratin dauphinois, gratinado de patatas y nata que suele servir de acompañamiento
  - Nougat, dulce típico de Montélimar
  - Quenelles, albóndigas con forma de salchichas, típicas de Lyon
  - Tartiflette, tarta de patatas, queso Reblochon, crema y beicon
  - Raclette, queso Raclette fundido servido sobre patatas y charcutería
  - Sopa de cebolla, acompañada a menudo con tostas y queso fundido

- Suroeste:

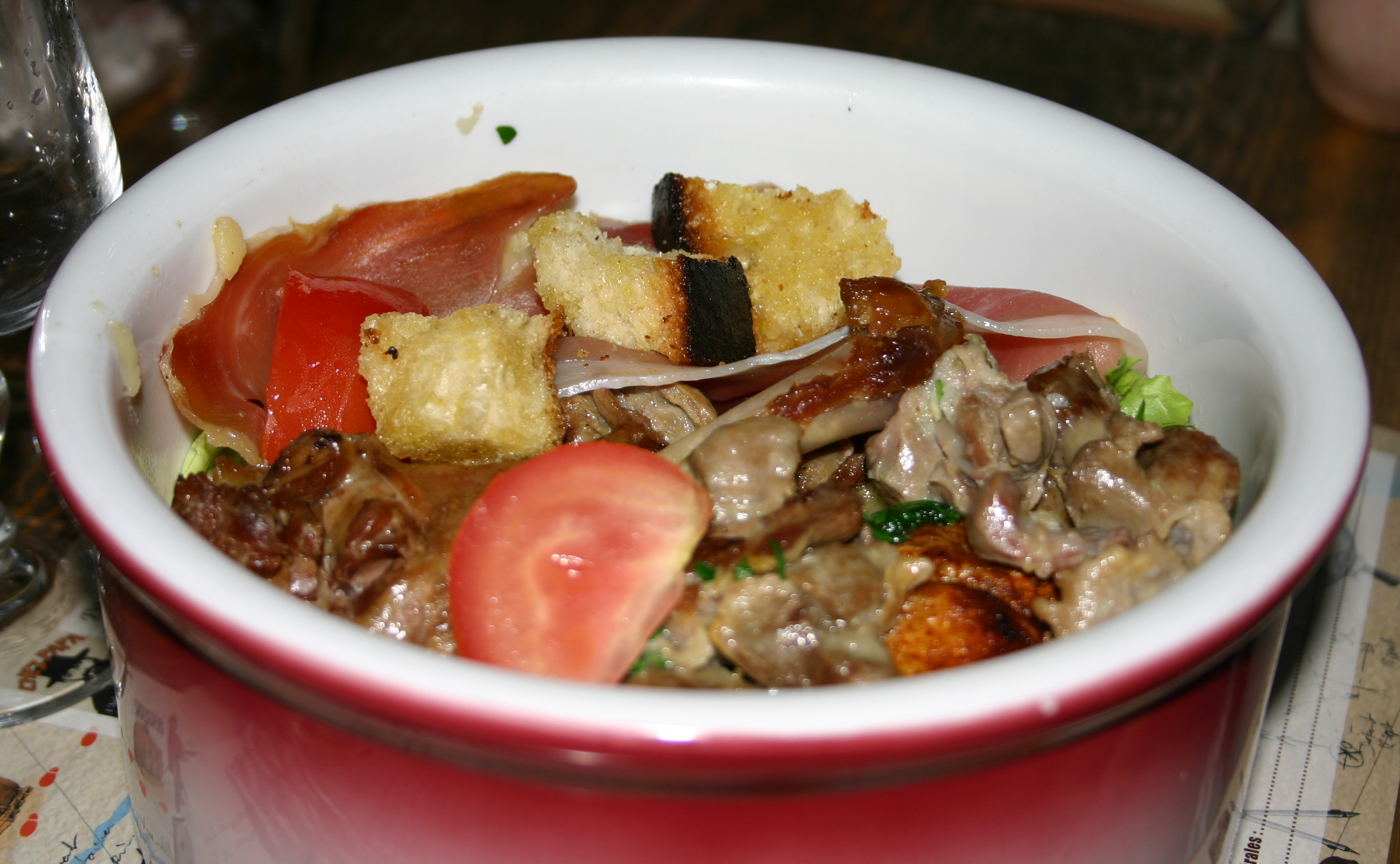
La salade landaise es un plato popular que mezcla los ingredientes del sudoeste, típicamente gésiers, piñones y pato o ganso confitados.

  - Canelés, pastelitos con vainilla típicos de Burdeos
  - Cassoulet, un plato elaborado con alubias, salchicha y confit de pato o ganso
  - Confit de canard, carne de pato confitada en su grasa (a veces también de oca o ganso)
  - Foie gras, el hígado de patos o gansos cebados
  - Graisserons,partes de pato cortados como pate
  - Garbure, sopa de col
  - Jamón de Bayona, salado con sal de las salinas del estuario del Adur
  - Salade landaise, ensalada con elementos del pato (típicamente mollejas, paté o magret)
  - Salchicha de Toulouse, similar a la butifarra
  - Gastronomía vasca, como pinchos, piperrada, pastel vasco...

- Departamentos/dominios de Ultramar
  - Acras de morue, buñuelos de bacalao típicos de Guadalupe
  - Caldo de awara, plato típico de Guayana
  - Couac, sémola de yuca típica de la Guayana
  - Boudin martiniquais, morcilla de Martinica

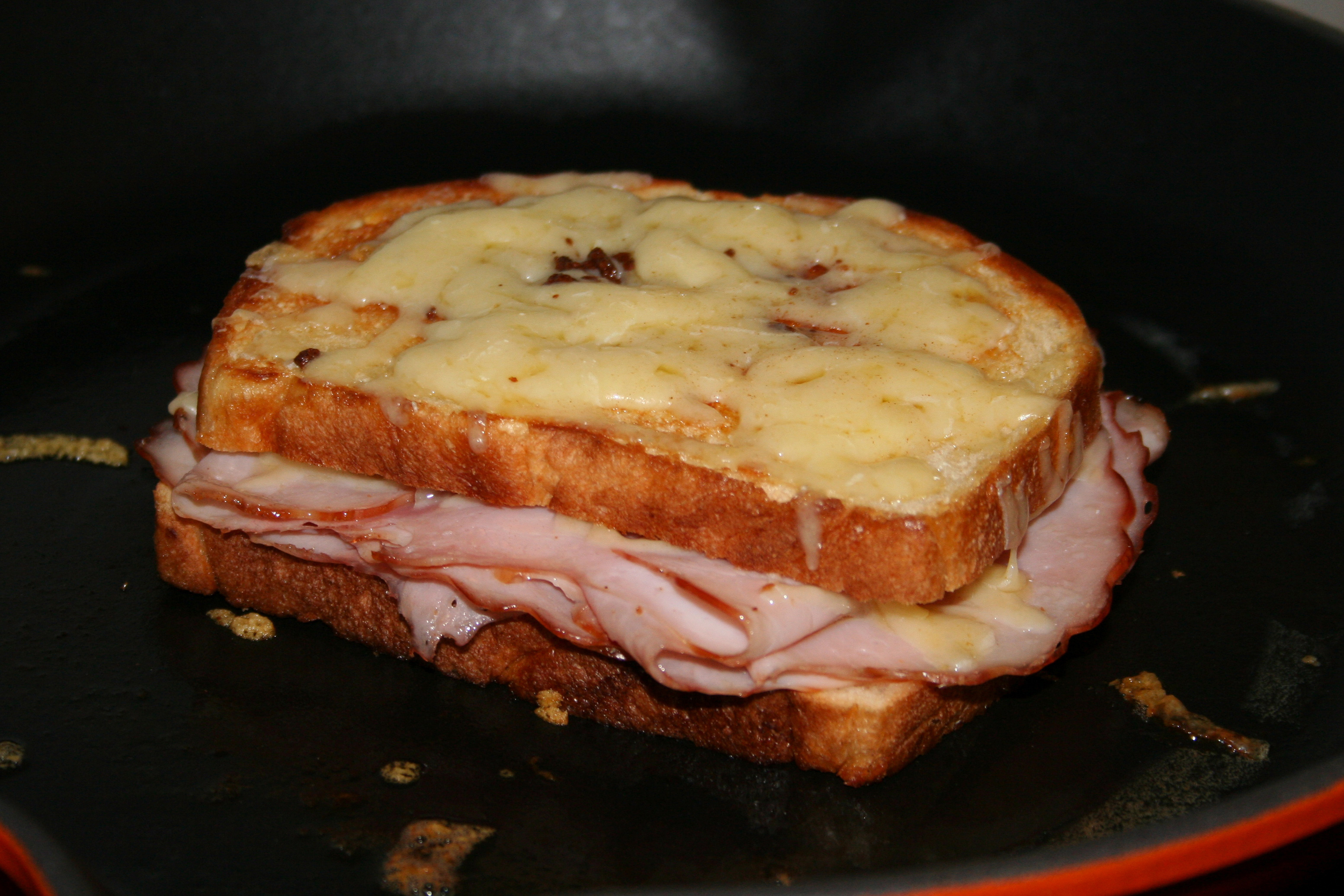
Un croque-monsieur gratinado puede encontrarse en panaderías y puestos ambulantes de todo el país.

### Especialidades pan francesas
Los siguientes platos son conocidos por todo el territorio galo sin ser especialidad de ninguna región en concreto:
- Coq au vin, estofado de gallo al vino
- Croque-monsieur, sándwich mixto al horno (si lleva huevo se denomina croque-madame)
- Hachis parmentier, gratinado de puré de patatas y carne picada
- Pot-au-feu, cocido de buey y verduras

Como lo son así mismo algunos dulces que pueden encontrarse en las boulangeries (panaderías) de toda Francia:
- Beignet
- Brioche
- Baguette
- Cruasán
- Eclair
- Macaron
- Magdalena
- Pain au chocolat
- Tarte Tatin

Postres:
- Clafoutis
- Crème brûlée
- Mousse

### Platos franceses de origen controvertido
Las patatas fritas: Francia, España y Bélgica se disputan su invento.